# Copelatus hydroporoides
Copelatus hydroporoides es una especie de escarabajo buceador del género Copelatus, de la subfamilia Copelatinae, en la familia Dytiscidae. Fue descrito por Murray en 1859.